# Andriej Frolenkow
Andriej Grigorjewicz Frolenkow (ros. Андрей Григорьевич Фроленков, ur. 1 września?/14 września 1904 we wsi Grienkowo w obwodzie twerskim, zm. 1 października 1965 w Kijowie) – radziecki generał porucznik, Bohater Związku Radzieckiego (1943).

## Życiorys
Miał wykształcenie niepełne średnie, w listopadzie 1922 został powołany do Armii Czerwonej, w 1925 ukończył moskiewską szkołę wojskową. Był dowódcą plutonu w Tule, później dowódcą i politrukiem kompanii, od 1929 należał do WKP(b), 1933-1936 służył w Mcensku m.in. jako dowódca batalionu, a 1936-1937 w Lepelu, później zwolniono go do rezerwy. W lutym 1939 został powołany ponownie, służył w pułku w Jefriemowie, później dowodził pułkiem w Kineszmie, od czerwca 1941 walczył w wojnie z Niemcami na Froncie Zachodnim. W czerwcu 1942 został zastępcą dowódcy 306 Dywizji Piechoty Rezerwy Stawki Najwyższego Naczelnego Dowództwa, od października 1942 walczącej na Froncie Kalinińskim, w 1943 ukończył przyśpieszony kurs Wyższej Akademii Wojskowej im. Woroszyłowa i został szefem sztabu 27 Korpusu Piechoty na Froncie Centralnym, w sierpniu 1943 mianowano go dowódcą 193 Dywizji Piechoty 65 Armii na Froncie Kalinińskim, później 1 i 2 Białoruskim. Brał udział w forsowaniu Dniepru, operacji homelsko-rzeczyckiej, kalenkowicko-mozyrskiej, bobrujskiej, mińskiej, brzesko-lubelskiej i wschodniopruskiej, w zajmowaniu Stołpec, Nieświeża, Baranowicz, Nowego Miasta i Płońska. 22 lutego 1944 otrzymał stopień generała majora. Od marca 1945 do końca wojny dowodził 134 Korpusem Piechoty 19 Armii 2 Frontu Białoruskiego, uczestniczył w operacji pomorskiej i berlińskiej, m.in. zajmowaniu Gdyni i Świnoujścia, w lipcu 1945 objął dowództwo 90 Korpusu Piechoty w Północnej Grupie Wojsk w Polsce, we wrześniu 1946 został starszym inspektorem Głównej Inspekcji Wojsk Lądowych. Później był zastępcą dowódcy korpusu piechoty, w 1950 ukończył Wyższe Kursy Akademickie przy Wyższej Akademii Wojskowej i został pomocnikiem dowódcy wojsk kijowskiego rejonu obrony przeciwlotniczej, 1953-1954 dowodził korpusem piechoty, w czerwcu 1954 został szefem wojsk obrony przeciwlotniczej Grupy Wojsk Radzieckich w Niemczech w stopniu generała porucznika, w maju 1958 został zwolniony do rezerwy.

## Odznaczenia
- Złota Gwiazda Bohatera Związku Radzieckiego (30 października 1943)
- Order Lenina (dwukrotnie - 30 października 1943 i 24 czerwca 1948)
- Order Czerwonego Sztandaru (pięciokrotnie - 19 czerwca 1943, 3 października 1943, 3 listopada 1944, 29 maja 1945 i 21 sierpnia 1953)
- Order Suworowa II klasy (10 kwietnia 1945)
- Order Kutuzowa II klasy (23 lipca 1944)
- Order Czerwonej Gwiazdy (16 sierpnia 1936)

I order zagraniczny.